# Тест производительности
Тест производительности, бенчмарк (англ. benchmark) — контрольная задача, необходимая для определения сравнительных характеристик производительности компьютерной системы. Иногда бенчмарками также называются программы, которые тестируют время автономной работы ноутбуков и карманных персональных компьютеров, радиус действия беспроводной сети, пропускную способность каналов передачи данных, амплитудно-частотную характеристику звукового тракта и другие доступные для измерения характеристики, напрямую не связанные с производительностью.
Бенчмарки используются для сравнения производительности компьютеров и часто являются критерием для выбора компонента того или иного производителя. Кроме того, успешное прохождение ряда тестов является свидетельством стабильности системы в штатном и в разогнанном режимах.

## Компьютерные игры в качестве бенчмарка
Многие компьютерные игры, благодаря их требовательности к аппаратному обеспечению и зависимости скорости работы игры от мощности компьютеров, успешно используются в качестве бенчмарков. Обычно бенчмаркинг компьютера в игре выглядит следующим образом: запускается заранее записанное тестовое демо и измеряется количество кадров в секунду (FPS), которое способна выдать тестируемая система. Результаты тестирования в различных разрешениях и с разными настройками качества заносят в таблицу.

## Повседневные компьютерные задачи в качестве бенчмарка
С большим успехом для сравнения производительности могут использоваться различные задачи, ежедневно исполняемые пользователями на компьютере, например:
- Применение цифровых фильтров в графических редакторах
- Сжатие файлов с использованием архиваторов
- Кодирование аудио- и видеофайлов
- Рендеринг сцен в 3D-редакторах

Замеряя время выполнения одной и той же операции на одинаковых исходных файлах, но на разных компьютерах, можно получить сравнительную характеристику производительности.

## Популярные бенчмарки
Одними из самых популярных на потребительском уровне наборов тестов для компьютеров являются 3DMark. Тесты данной серии ориентированы прежде всего на графические компоненты для выявления производительности в компьютерных играх.

### Индустриальные
- BAPCo consortium[англ.] (Business Applications Performance Corporation): MobileMark, SYSmark, WebMark
- EEMBC[англ.] (Embedded Microprocessor Benchmark Consortium)
- Standard Performance Evaluation Corporation (SPEC), в частности SPECint[англ.] и SPECfp[англ.]
- OLTP (TPC): бенчмарк для баз данных[1]

### Бенчмарки с открытым исходным кодом
- AIM Multiuser Benchmark[англ.] — подборка тестов, которые можно смешивать для создания разных видов нагрузки, симулирующих использование UNIX-подобных систем (Linux и др.).
- Bonnie++[англ.] — бенчмарк файловой системы и хранилища данных.
- BRL-CAD — кросс-платформенный архитектурный бенчмарк для измерения многопоточной производительности в трассировке лучей, а также для измерения относительной процессорной мощности на разных системах.
- Collective Knowledge[англ.] — настраиваемый, кросс-платформенный инструментарий для измерения производительности и оптимизации нагрузки за счёт систем пользователей.
- CoreMark — встраиваемый бенчмарк.
- DEISA Benchmark Suite[англ.] — бенчмарк для научных серверов.
- Dhrystone — производительность целочисленных вычислений, измеряемая в DMIPS (Dhrystone millions of instructions per second).
- DiskSpd[англ.] — инструмент с интерфейсом командной строки для тестирования хранилищ данных. Fhourstones[англ.] — тест производительности целочисленных вычислений.
- Hierarchical INTegration[англ.] — производительность процессора и памяти.
- Iometer — бенчмарк системы ввода/вывода данных в одиночных системах и кластерах.
- IOzone[англ.] — тест файловой системы.
- Тесты производительности LINPACK — традиционно используется для измерения FLOPS.
- Livermore loops[англ.]
- NAS Parallel Benchmarks
- NBench[англ.] — синтетический бенчмарк для измерения производительности целочисленных вычислений, операций памяти и вычислений с плавающей точкой.
- Physics Abstraction Layer[англ.] (PAL) — производительность физического движка в реальном времени.
- PerfKitBenchmarker[англ.] — набор бенчмарков для облачных серверов.
- Phoronix Test Suite[англ.] — кроссплатформенный набор бенчмарков с открытым исходным кодом для систем Linux, OpenSolaris, FreeBSD, OSX и Windows. Включает в себя сторонние решения (UNIGINE Heaven и др.).
- POV-Ray — 3D-рендер.
- Tak (функция)[англ.] — производительность на вычислении рекурсивной функции.
- TATP Benchmark[англ.] (Telecommunication Application Transaction Processing Benchmark) — производительность транзакций.
- TPoX[англ.] — производительность для XML-баз данных.
- Whetstone — производительность арифметики с плавающей запятой, часто выражаемая в миллионах инструкций Whetstone в секунду (MWIPS).

### Бенчмарки для Microsoft Windows
- Futuremark: 3DMark, PCMark
- Heaven Benchmark
- PiFast[англ.]
- SiSoftware Sandra
- Superposition Benchmark
- Super PI[англ.]
- SuperPrime[англ.]
- Valley Benchmark
- Whetstone
- Индекс производительности Windows — включен в Windows начиная с Vista, измерение базовой производительности системы

### Другие бенчмарки
- Antutu — часто используется для смартфонов и других устройств на базе архитектуры ARM.
- Geekbench — кросс-платформенный бенчмарк для Windows, Linux, macOS, iOS и Android.
- iCOMP[англ.] — проприетарный бенчмарк для измерения производительности процессоров Intel.
- Khornerstone[англ.]
- P-рейтинг — проприетарный бенчмарк для измерения производительности процессоров AMD по сравнению с продукцией других технологических брендов.
- SunSpider[англ.] — тест скорости браузера.
- VMmark[англ.] — бенчмарк для виртуальных машин.